# 佐久間達也
佐久間 達也（さくま たつや、1974年7月4日 - ）は、宮城県出身の全日本プロドリフト選手権（D1グランプリ）レーサー。ニックネームは「たづやん」「さっくん」。

## 来歴
D1には初年度の2001年から参戦。当初はプライベーターとして180SXで参戦していた。2004年シーズンまでの最高位は2002年第2戦の10位で、予選落ちも多かった。
成績が上向き始めたのはAPP（プロジェクト・ミュー）のサポートを受けマシンをシルビア（S15）に変更した2005年シーズンからで、同年は年間シリーズランキング8位、翌2006年は同7位となる。
2007年には同じくTOYO TIRE契約ドライバーの川畑真人・黒井敦史とともに「Team TOYO TIRES Drift」を結成。マシンは引き続きS15型シルビアを駆るも、2008年より川畑真人が2007年シリーズに搭乗していたS15型シルビアに変更、2014年にレギュレーション変更の影響を受け、エンジンをRB26DETT改2.8L+T78-33D仕様に変更し、2015年まで搭乗した。
2007年・2008年はともにシリーズランキング14位、2009年は11位、2010年は12位で終えた。
初参戦以来三度の準優勝を経験し、優勝まであと一歩及ばないことが多かったが、2011年にセントレアで行われたエキシビジョンマッチでは、決勝でチームメイトの川畑との激戦を制し見事初優勝を遂げた。
2012年はシリーズ6位、さらに2013年は第5戦ハウステンボスで準優勝するなど好成績を収め同3位となった。
2014年はシリーズ16位、2015年は同14位。
2016年は所属チームのGP SPORTSがD1から撤退したことに加え、本業の会社経営の都合もあり参戦を休止。以降D1には出走していないが、サーキットでのタイムアタックやドリフトスクールなどでモータースポーツに携わっている。

## 人物
- 本業は、宮城県丸森町に本社を構え金型や精密機械の製造を行う有限会社佐久間精密の代表取締役である。2008年に親の跡を継いだ後は製造・営業・納品などの業務をこなしながらD1参戦を続けており、2016年から参戦を休止したのは会社の方に力を入れるためだったという[3]。会社にはビデオオプションも取材に訪れており、佐久間が工場内の機械について説明する様子が映像に収録されている[5]。